# Christian Ulrik Sundt
Christian Ulrik (von) Sundt (født 21. marts 1766 i Rendsborg, død 9. februar 1849 på Frederiksberg) var en dansk officer.
Han var søn af oberst Christian Ulrik (von) Sundt (6. april 1723 – 25. september 1775 og søn af general Michael von Sundt) og Benedicte Rudolphine f. Ingenhaeff (17. januar 1735 – 18. oktober 1803). 7 år gammel kom han på Landkadetakademiet og udnævntes 1783 til sekondløjtnant i Falsterske Fodregiment, under hvis dygtige chef Adam Ludvig Moltke Sundt altså forrettede sin første tjeneste. 1785 blev Sundt forsat til Kronprinsens Regiment, hvis kommandør, Roepstorff, havde haft en velgører i Sundts fader og derfor anbefalede den unge officer til kronprinsen (Frederik VI). Denne udtog Sundt under eksercertiden til sin adjudant, og fra nu af svigtede den trofaste prins ikke sin nye ven. 1788 drog Sundt med sin onkel, general Frederik Numsen til Rusland og deltog i krigen i Finland, hvor han blev såret og avancerede til kaptajn. Denne grad fik han også hjemme ved sin tilbagekomst 1789. Skønt ansat i 2. akershusiske infanteriregiment forblev han i København ved 2. sjællandske bataljon let infanteri (fra 1808 Jyske Skarpskyttekorps), hvor han blev stående i 27 år, fra 1803 som major, 1805 som kommandør, 1808 som oberstløjtnant og 1812 som oberst. 1803-07 kommanderede han i Tønning, som dengang var en vigtig og stærkt benyttet havneplads.
Efter det engelske overfald 1807 afgik han med sin bataljon til Fyn for herfra at forsøge overgang til Kalundborg. 1812-14 førte han overkommandoen på Lolland, sidstnævnte år endvidere kommandoen over 6 bataljoner i omegnen af Aarhus. Han blev 1815 Ridder af Dannebrog, 1816 Kommandør og 1817 chef for Danske Livregiment, 1826 Kommandør af Dannebrog (efter allerede 1811 at have ansøgt om denne udmærkelse), 1824 Dannebrogsmand, 1828 generalmajor og gjorde 1829 en fodtur gennem Tyskland, Schweiz, Frankrig til Madrid. Han fik 1833 afsked som generalløjtnant, hvorefter han boede i Middelfart, indtil det fjendtlige bombardement i maj 1848 forjog ham der fra. Han døde 9. februar 1849 på Frederiksberg og blev 1850 begravet i Fredericia, hvor han havde indrettet en pragtfuld begravelsesplads ved Sankt Michaelis Kirke. Med ham uddøde den danske gren af familien Sundt på sværdsiden, mens den norske gren af adelsslægten først uddøde 1984.
Sundt blev gift 19. august 1798 med Sophie Louise Bülow (døbt 26. januar 1772, separeret 1810, død 9. august 1812), søster til generaladjudant Frantz Bülow, med hvem Sundt førte en livlig brevveksling.
Sundt var en sand type på den ældre tids militær, ordentlig (så at han opsparede en betydelig formue), stolt og ærgerrig, men i besiddelse af en forfængelighed, der ikke harmonerede med hans mandige, smukke ydre. Han har oprettet to legater for officerer.